# Universal Studios Great Britain
A Universal Studios Great Britain egy készülőben lévő, 283 hektáros (3 km²) témapark és üdülőkomplexum Bedfordshire megyében, Angliában. A park a hetedik Universal Studios Resort lesz, az Egyesült Királyságban pedig az első.

## Története
Az NBCUniversal anyavállalata, a Comcast 2023 szeptemberében bejegyeztette a UniversalStudiosGreatBritain.com és a UniversalGreatBritain.com domain neveket.
2023. december 1-jén a Comcast felvásárolta a Cloud Wing UK építőipari vállalatot, ezzel megszerezve annak eszközeit, köztük egy 97 hektáros (1 km²) területet Bedfordban.
A 2023. december 19-én bejelentett projekt lenne az első Universal Studios Resort az Egyesült Királyságban, valamint a Universal harmadik kísérlete egy európai üdülőhely létrehozására. Az üdülőközpont körülbelül 45 percre északra helyezkedne el Londontól.
2025. április 3-án Heidi Alexander közlekedési miniszter jóváhagyta a Luton repülőtér bővítését, amely körülbelül 25 kilométerre található a tervezett helyszíntől, azzal a céllal, hogy  megduplázzák a repülőtér kapacitását.
Keir Starmer miniszterelnök 2025. április 9-én hivatalosan is zöld utat adott a projektnek. A Universal megerősítette a tervezett 2031-es megnyitást (a szükséges engedélyek függvényében), és kiadta az első hivatalos látványtervet. A becslések szerint a projekt 2055-ig közel 50 milliárd fonttal járulhat hozzá a gazdasághoz, beleértve a körülbelül 28 000 munkahely létrehozását, valamint az első évben várható 8,5 millió látogatót.

### Terv
A tervezett helyszín egy olyan területen helyezkedik el, amelyet főként az A421-es út, a B530-as út és a Broadmead Road határol, miközben a Manor Road áthalad rajta. A terület négy fő zónára oszlik: a „Core Zone” lesz a központi rész, ahol a témapark és a hotel(ek) kapnak helyet. A „Lake Zone”, amely a „Core Zone” északi részén található, vegyes felhasználású területként szolgál (várhatóan egy Universal CityWalk épül ide). Emellett két közlekedési csomópontot is kialakítanak.
A tárgyalások jelenleg is folynak és egyelőre nincs meghatározott időkeret az építkezés megkezdésére. Korábban a nyitást 2030 körülre becsülték. 2025 februárjában várhatóan végleges jóváhagyást kap a projekt. Amint elfogadják a terveket, az építkezés megkezdődik, amely hat évig tart, így a park legkorábban 2031-ben nyithatja meg a kapuit.

## Külső hivatkozások
- Hivatalos weboldal
- Project Universal